# Степок (Хмельницький район)
Степо́к —  село в Україні, у Старокостянтинівській міській громаді Хмельницького району Хмельницької області. Населення становить 110 осіб. До 2020 орган місцевого самоврядування — Самчиківська сільська рада.
У селі знаходиться залізнична платформа Замчики. Тут зупиняється поїзд "Хмельницький-Вінниця".

## Історія
7 (20) листопада 1917 року, відповідно до.Третього Універсалу Української Центральної Ради, увійшло до складу Української Народної Республіки.
12 червня 2020 року, відповідно до розпорядження Кабінету Міністрів України № 727-р «Про визначення адміністративних центрів та затвердження територій територіальних громад Хмельницької області», увійшло до складу Старокостянтинівської міської громади.
19 липня 2020 року, після ліквідації Старокостянтинівського району, село увійшло до Хмельницького району.

## Населення

### Мова
Розподіл населення за рідною мовою за даними перепису 2001 року:
| Мова       | Кількість | Відсоток |
| ---------- | --------- | -------- |
| українська | 108       | 98.18%   |
| російська  | 2         | 1.82%    |
| Усього     | 110       | 100%     |